# تامي كول
تامي كول (بالإنجليزية: Tammy Cole) هي لاعب هوكي الحقل أسترالية، ولدت في 13 أبريل 1973.

## وصلات خارجية
- تامي كول على موقع اتحاد ألعاب الكومنولث (مؤرشف) (الإنجليزية)